# Heteropsephenoides horaki
Heteropsephenoides horaki is een keversoort uit de familie keikevers (Psephenidae). De wetenschappelijke naam van de soort werd in 2003 gepubliceerd door Jeng & Jäch.